# 難以置信 (紀錄片)
《難以置信》（英語：Hard to Believe）是一部2015年由美國PBS公共電視台製作的紀錄片，透過多名專家調查，披露中國共產黨執政當局被指控從被關押中的法輪功學員身上摘取肝臟、腎臟、眼角膜、心臟等器官，當摘除器官時，這些人仍活著；並形成了一條完整的器官產業鏈，被害者還包括一些維族穆斯林、地下教會基督徒。英國《每日郵報》指，本片是通過長期持久的調查剖析了「為什麼國際社會對於『當代最災難性的人權侵犯行為』選擇視而不見」的第一部電影。《生物倫理學探討期刊》稱「本片對於從事器官捐獻和移植、人權、醫療、倫理及法律業的人們至關重要；忽视弱势群体的需求会侵蚀人性和破坏公众的信任。」曾獲選十大影响力科學家的美國生物倫理學者亚瑟·卡普兰稱「该片是对我們這个時代最嚴重的人權迫害之一的一个十分重要、及時、令人深感不安的讲述。」此片說明了，在數量龐大的證據面前，國際社會為何未能採取行動。

## 製作
美國《圖書館視頻評論期刊》影評稱「強力推薦這一教育性人權紀錄片。」兩度艾美獎得主、導演肯•斯通（Ken Stone）表示：「我們所做的就是探索為甚麼這些報導和紀錄片得到的關注如此之少。許多人提供了如此強有力的證據，但是他們總是被人忽視。」
紀錄片討論了調查記者伊森·葛特曼和諾貝爾和平獎被提名人大衛·麥塔斯律師和加拿大前國務秘書大衛·喬高進行的獨立調查。葛特曼向媒體表示「在面對暴行時，人們總習慣不去正視。只有當它已經過去了之後，人們才會承認一件殘暴的事情。從我們用了多長時間，才承認對猶太人大屠殺，你就會明白。這種事情發生了一次又一次。」
本片在習近平赴紐約出席聯合國峰會期間，在美國PBS公共電視網播出、發行DVD。美國PBS播出此片逾40次。在2016年於香港召開世界器官移植大會前公映。

## 獲獎
本片獲11個獎項，例如：
- 最佳紀錄片,2016霍博肯國際電影節
- 傑出獎,2015美國國際金勳章影片競賽,人道精神獎
- 傑出獎,2015 Global Film Awards,人道精神獎
- 六個傑出獎項, Accolade Global Film Competition,（記錄片/社會變革/宗教/倫理/健康/醫學）
- 傑出獎,2015 IndieFEST Global Film Award,（解放/社會公正）

## 資料來源
1. 1 2 3  Imogen Calderwood For Mailonline. . MailOnline英國每日郵報. 2015-10-05. （原始内容存档于2015-10-04） （英语）. 中文編譯報導
2. ↑  John Shammas. . 英國《每日鏡報》Mirror. 2015-10-03. （原始内容存档于2015-12-16）.
3. ↑  . 生物倫理學探討期刊 (Journal of Bioethical Inquiry). 2016-06, (Volume 13, Issue 2): pp 353–356  [2016-11-04]. （原始内容存档于2020-05-01） （英语）. This documentary is extremely important for those involved in organ donation and transplantation, human rights, healthcare, ethics, and the law. A failure to address the needs of vulnerable people erodes humanity and destroys public trust.
4. ↑  . PRWEB. 2015-09-29  [2016-11-04]. （原始内容存档于2017-05-13）. Leading U.S. ethicist and Founding Director of the Division of Medical Ethics at NYU, Arthur Caplan, PhD. says the film, Hard To Believe, is “an important, timely, and deeply disturbing account of one of the great human rights abuses of our time.”
5. ↑  . Broadway World百老匯世界. 2015-09-29. （原始内容存档于2016年11月5日）.
6. ↑  Nina Strochlic. . The Daily Beast. 2015-09-30  [2016-11-04]. （原始内容存档于2017-05-05）. 中文編譯報導
7. ↑  Andrew West. . ABC澳洲廣播公司. 2015-10-28. （原始内容存档于2016-05-05） （英语）.
8. ↑  P. Morehart. . Video Librarian, The Video Review Magazine for Libraries,（圖書館視頻評論期刊）. 2016-05-06, (31). “Also including a study guide, this illuminating, often deeply unsettling PBS-aired documentary is highly recommended.”
9. ↑  Bernardo, Mary Geanelli. . The Western Howl. 2017-03-01  [2021-10-22]. （原始内容存档于2021-10-22）.
10. ↑  . Kicker Daily News. 2015-10-04. （原始内容存档于2016-11-04）.
11. ↑  . Bioethics.com轉載Digital Journal. 2015-07-22. （原始内容存档于2015-10-17） （英语）.

## 外部連結
- 官方网站、中文版 （页面存档备份，存于）
- 互联网电影数据库（IMDb）上《Hard to Believe》的资料（英文）
- Official Trailer
- 官方臉書專頁
- DVD ISBN 978-0-692-52284-4